# Трудово право
Трудово право e отрасъл на правото, занимаващ се с трудовите правоотношения. То съдържа и корпус от закони – трудово законодателство. Трудово право урежда правоотношенията между работещите и работодателите чрез нормативни актове (трудово законодателство), които регулират тези отношения.

## Трудово законодателство
Трудово законодателство е корпус от закони, административни разпоредби (и в общото право – прецеденти), които се отнасят до юридическите права, както и ограничения, върху трудещите се и организациите. Трудовото законодателство има два основни аспекта – първият се отнася до тристранните отношения между работодател, работещ и професионален съюз (в този случай трудовото законодателство медиира много аспекти на отношенията между професионалните съюзи, работодателите и работниците), а вторият се отнася до индивидуалните аспекти, свързани с правата на работещия и въпросите за договорните отношения между работодател и работещ. Правата на работещите са неотменна част на социалното и икономическо развитие от времето на Индустриалната революция.

## История
Възникването на трудовото право е свързано от една страна с необходимостите на работещите от по-добри условия, право на съюзи и организации, както и исканията за по-високи заплати и правните разпоредби, свързани със здравните условия, тези на сигурността и осигуряването на равни възможности, и от друга страна опитите на работодателите да задържат разходите по трудовите заплащания по-ниски. В този смисъл положението на едно трудово законодателство в определен период от време е резултат от отношенията на тези интереси в дадено общество.
Във Франция и Холандия трудовото законодателство датира от 19 век – съответно 1848 и 1874, като цяло неговото установяване е свързано с Индустриалната революция. Първият трудов закон във Великобритания е Законът за фабриките от 1802.

### България
Първоначално трудовото право в България се нарича социално законодателство (наименование, което в някои случаи все още се използва), после се преименува на промишлено законодателство, а накрая достига в своето развитие до наименованието трудово право.
Появата на трудовото законодателство в България е свързано от една страна с процесите по създаване на Третата българска държава, създаването на българска индустрия, на нови социално-икономически отношения като цяло, както и с реципирането на европейското право.
След Освобождението през 1878 се поставя началото на Третата българска държава чрез създаване на Търновската конституция, изграждането на държавни структури и в цялостност на българско законодателство, по съответствие на европейските стандарти, при което се изграждат основите първоначално на гражданското, наказателното и процесуалното право, също така се създават закони за насърчаване и покровителстване на местната индустрия, с което възниква и необходимостта от трудово законодателство.
В действителност появата на трудови закони в България, както и в повечето европейски страни, става след борба на работниците, конкретно на работническата партия и нейните политически и професионални организации – Българската работническа социалдемократическа партия (тесни социалисти) и Общият работнически синдикален съюз. Работническото движение е било основен инструмент за създаването на закони, защитаващи правата на работещите през 19 и 20 век.
Първият закон в България е в защита на детския и женския труд  и е приет 1905 . В закона са регулирани освен минималната трудова възраст, работни часове, почивки, отпуск по майчинство, трудова книжка („работническа книжка“), още трудова хигиена и техническа безопасност. По-късно са приети и други закони, касаещи трудовото право. През 1907 се създава Инспекторат по труда. По време на Балканската (1912) и Междъсъюзническата война (1913) обаче, основната трудова тежест пада върху жените и децата, и трудовото законодателство е силно ограничено („фактически работническите закони не съществуват“). През периода 1914 – 1915 се обединяват множество работнически осигурителни фондове. През 1917 е приет Закон за хигиената и безопасността на труда, отменящ предходните Закон за женския и детския труд и Закон за инспектората на труда, като подобренията в него се отнасят до валидизиране на някои от правилата от Закона за женския и детския труд за работещите мъже и момчета.
През 1920 България става член на Международната организация на труда (част от ООН), която е създадена през 1919. И днес всички ратифицирани и обнародвани от МОТ актове са част от действащото право по силата на чл.5 (4) от Конституцията от 1991.
Съществени по-късно разпоредби са Законът за трудовия договор и Законът за колективния трудов договор от 1936.
Днешният Кодекс на труда в България е обнародван за първи път през 1986, като последните промени върху него са от февруари 2010.